# 守徳寺
守徳寺（しゅとくじ）は、茨城県つくば市下岩崎にある曹洞宗の寺院。本尊は釈迦牟尼仏。山号は岩崎山（がんきさん）。

## 歴史
領主であった岩崎勘解由左衛門の亡き母、守徳院喜春妙慶信女（天文3年〈1534年〉3月14日寂）の菩提を弔うために建造された。
初め、慶喜山守徳寺と称していたが、享保年間火災に罹り、山号を岩崎山と改称した。

## 文化財
寺宝に釈迦涅槃像が2つ。ひとつは貞享2年（1685年）7月只越甚五兵衛が寄進、もうひとつは宝暦12年（1762年）1月10世越章長壱が新たに作ったもの。
空海が江ノ島弁財天にて護摩修行の際に製作したと伝えられる護摩の灰弁天像がある。

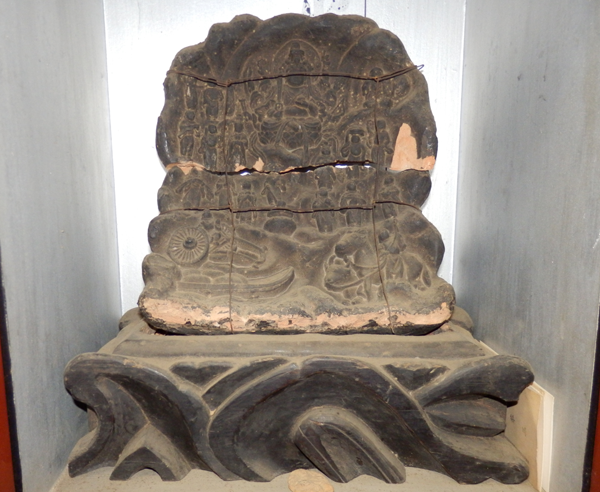
護摩の灰弁天像。守徳寺の本堂内に安置され、一般公開されている。

## 所在地と交通
- 茨城県つくば市下岩崎1468

- 東日本旅客鉄道（JR東日本）常磐線 牛久駅、龍ケ崎市駅、藤代駅よりいずれも車で10分。

- 首都圏新都市鉄道つくばエクスプレス みどりの駅 みらい平駅より車で15分。